# Сан-Марино на летних Олимпийских играх 2008
Сан-Марино на летних Олимпийских играх 2008 был представлен национальным Олимпийским комитетом Сан-Марино. 4 спортсмена квалифицировались на Олимпиаду в Пекине.

## Состав и результаты олимпийской сборной Сан-Марино

### Лёгкая атлетика
Спортсменов — 1
На летних Олимпийских играх в Пекине в легкоатлетических соревнованиях сборную Сан-Марино представлял Ивано Буччи. В беге на 400 метров Буччи показал свой лучший результат в сезоне (48,54 с.) и занял 7-е место в своём забеге, опередив лишь китайского спортсмена Лю Сяошэна.
Мужчины
| Соревнование | Спортсмен   | Предварительный раунд | Предварительный раунд | Полуфинал            | Полуфинал            | Финал                | Финал                |
| Соревнование | Спортсмен   | Время                 | Место                 | Время                | Место                | Время                | Место                |
| ------------ | ----------- | --------------------- | --------------------- | -------------------- | -------------------- | -------------------- | -------------------- |
| 400 метров   | Ивано Буччи | 48,54                 | 7                     | Завершил выступление | Завершил выступление | Завершил выступление | Завершил выступление |

### Стрельба
Женщины
| Спортсмен        | Соревнование | Предварительный раунд | Предварительный раунд | Финал     | Финал     | Место |
| Спортсмен        | Соревнование | Результат             | Место                 | Результат | Место     | Место |
| ---------------- | ------------ | --------------------- | --------------------- | --------- | --------- | ----- |
| Даниела Дель Дин | Трап         | 62                    | 15                    | Не прошла | Не прошла | 15    |

### Плавание
| Спортсмен         | Соревнование         | Предварительный раунд | Предварительный раунд | Полуфинал | Полуфинал | Финал     | Место |
| Спортсмен         | Соревнование         | Время                 | Место                 | Время     | Место     | Время     | Место |
| ----------------- | -------------------- | --------------------- | --------------------- | --------- | --------- | --------- | ----- |
| Эмануэле Николини | 200 м вольным стилем | 1:59.45               |                       | Не прошёл | Не прошёл | Не прошёл | 56    |
| Симона Муккиоли   | 100 м баттерфляем    | 1:04.91               |                       | Не прошла | Не прошла | Не прошла | 49    |